# Pittostroma abietinum
Pittostroma abietinum är en svampart som beskrevs av Kowalski & T.N. Sieber 1992. Pittostroma abietinum ingår i släktet Pittostroma, divisionen sporsäcksvampar och riket svampar.   Inga underarter finns listade i Catalogue of Life.